# ALL (clase de complejidad)
En complejidad computacional, ALL es la clase de complejidad conformada por todos los problemas de decisión.

## Relaciones con otras clases
ALL contiene todas las clases de complejidad de problemas de decisión, incluyendo las clases RE y co-RE.